# Trung tâm thành phố xây dựng lại của Le Havre
Trung tâm thành phố xây dựng lại của Le Havre (tiếng Pháp: Centre-ville reconstruit du Havre) là công trình quy hoạch và kiến trúc của kiến trúc sư Auguste Perret nhằm xây dựng lại trung tâm thành phố Le Havre bị tàn phá nặng nề sau Thế chiến thứ hai. Năm 2005, phần trung tâm thành phố được tái thiết này đã được UNESCO công nhận là Di sản thế giới vì tính chất độc đáo và đặc trưng của kiến trúc đô thị sau chiến tranh, đặc biệt là việc sử dụng sáng tạo vật liệu bê tông trong các công trình dân dụng.

## Lịch sử
Trong thời gian Thế chiến thứ hai, thành phố cảng Le Havre, vốn là điểm giao thông hàng hải quan trọng, bị tàn phá nặng nề, đặc biệt là ở khu vực trung tâm thành phố. Sau những trận ném bom của quân Đồng Minh tháng 9 năm 1944, đã có 5.000 người chết, 80.000 người mất nhà cửa và 12.500 ngôi nhà bị phá hủy hoàn toàn. Ngay sau khi chiến tranh kết thúc, Raoul Dautry, bộ trưởng Bộ Tái thiết và Đô thị, đã giao cho kiến trúc sư Auguste Perret, một đồng nghiệp của Le Corbusier và là chuyên gia về bê tông, kế hoạch tái thiết thành phố Le Havre. Ngay trong năm 1945 Văn phòng tái thiết Le Havre (Atelier de Reconstruction du Havre) đã được Perret thành lập với sự tham gia của 18 kiến trúc sư trong đó có Jacques Tournant, Pierre-Édouard Lambert, André Le Donné và Guy Lagneau.
Giai đoạn tái thiết diễn ra từ năm 1945 đến năm 1964, Le Havre trở thành công trường đô thị vào loại độc nhất thế giới với những thử nghiệm về bê tông dùng cho xây dựng dân dụng và các ý tưởng quy hoạch đô thị mang tính cách mạng của Perret. Năm 2005, trung tâm thành phố xây dựng lại của Le Havre đã được UNESCO xếp hạng Di sản thế giới, đây là một trong số rất ít công trình đương đại được đưa vào danh sách di sản.

## Kiến trúc

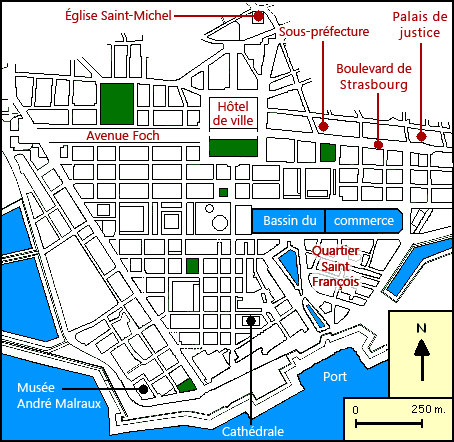
Sơ đồ khu trung tâm thành phố

Khu trung tâm thành phố Le Havre được quy hoạch với các đường phố chính vuông góc với nhau tạo thành các ô bàn cờ. Ba trục chính của khu trung tâm là đại lộ Foch ở phía Bắc, phố Paris (nối cảng với tòa thị chính) và đại lộ François I ở phía Tây, trong số này đại lộ Foch là một trong những đại lộ rộng nhất của Pháp.
Các khu nhà ở cao tầng được sắp xếp theo kiểu cổ điển có thêm các phần trang trí hiện đại như các bức trạm nổi, mái gờ, mũ cột bằng bê tông. Các căn hộ được thiết kế để tăng tối đa sự tiện dụng như cách ồn, cách âm, ánh sáng.
Bên cạnh các căn hộ, khu trung tâm thành phố còn có nhiều công trình lớn khác. Tòa thị chính Le Havre được xây dựng năm 1958 với một tháp 18 tầng cao 72 mét và một vườn hoa - đài phun nước ở chính diện được thiết kế riêng bởi Perret. Tòa thị chính được nối thẳng với cảng biển được xây dựng lại năm 1950 bằng phố Paris. Năm 1961 Bảo tàng Mỹ thuật André Malraux được xây dựng, đây là bảo tàng đầu tiên của nước Pháp được xây dựng mới sau chiến tranh. Ngoài ra còn một số công trình lớn khác như siêu thị Le Printemps (xây dựng năm 1953), École supérieure de commerce (1954), trường trung học Raoul-Dufy (1953).
Hai nhà thờ lớn được xây mới ở khu trung tâm Le Havre là Nhà thờ Saint-Joseph (1956) và nhà thờ Saint-Michel (1964). Nhà thờ Saint-Joseph, một công trình kiến trúc tôn giáo kiểu hiện đại là tác phẩm cuối cùng của Auguste Perret, sau khi Perret mất năm 1954 nó được hoàn thiện bởi Georges Brochard. Saint-Joseph được xây theo sơ đồ hướng tâm với một tháp cao 110 mét ở trung tâm.

## Hình ảnh

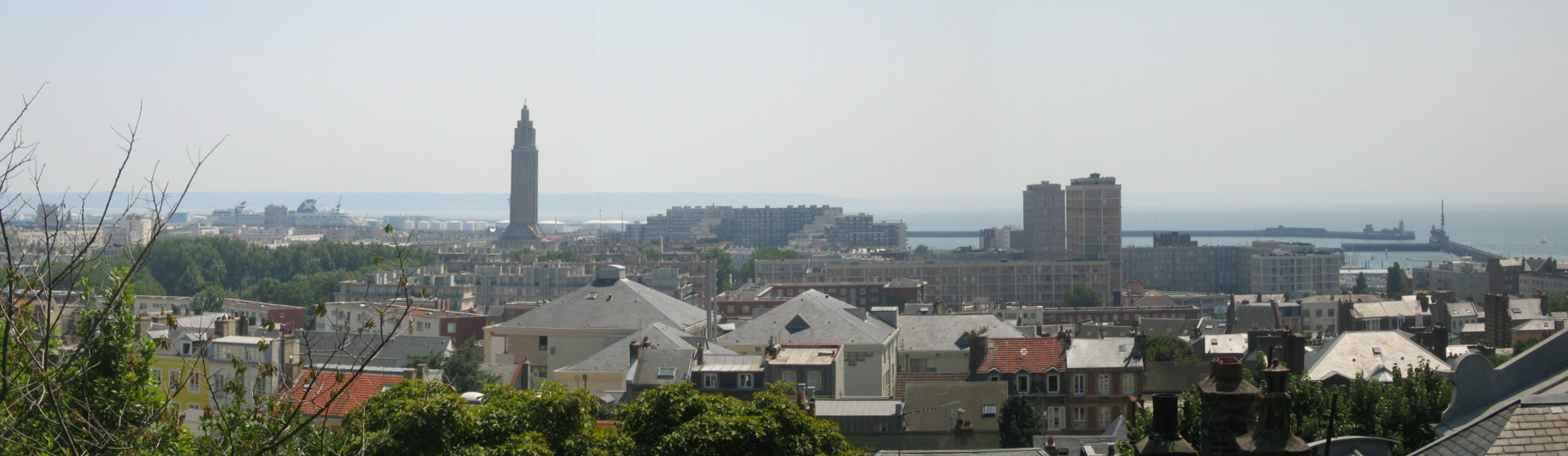
Toàn cảnh khu trung tâm thành phố
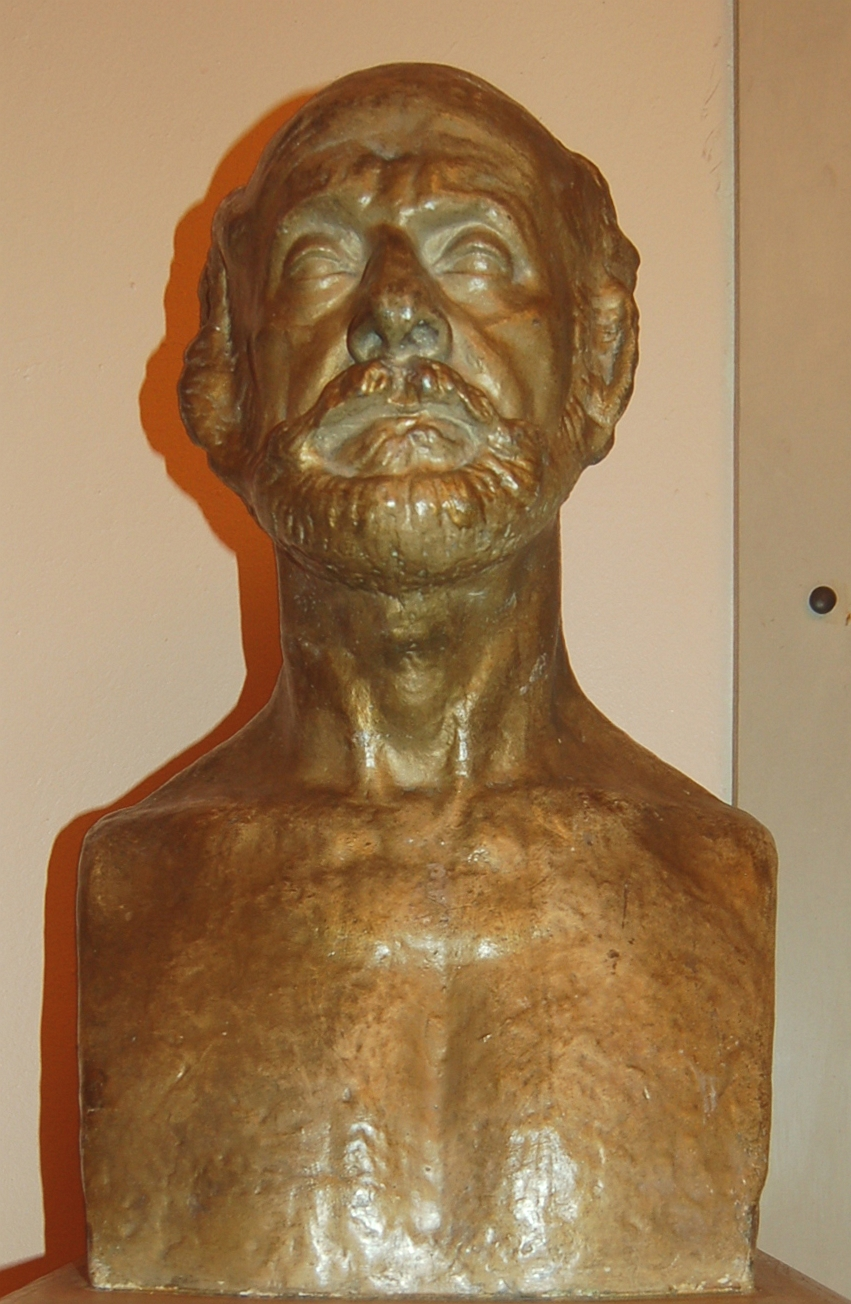
Tượng Auguste Perret
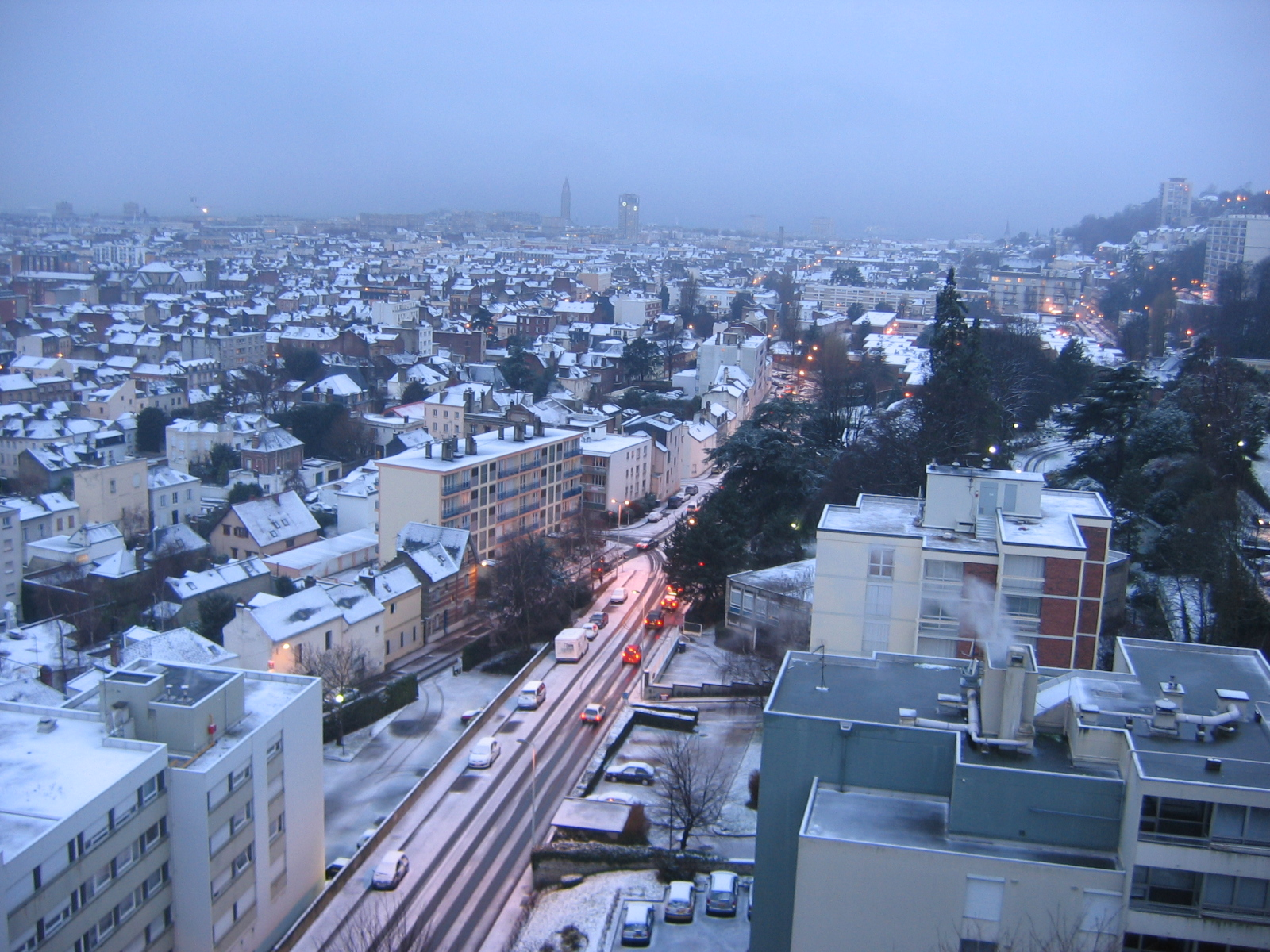
Đường phố dưới trời tuyết
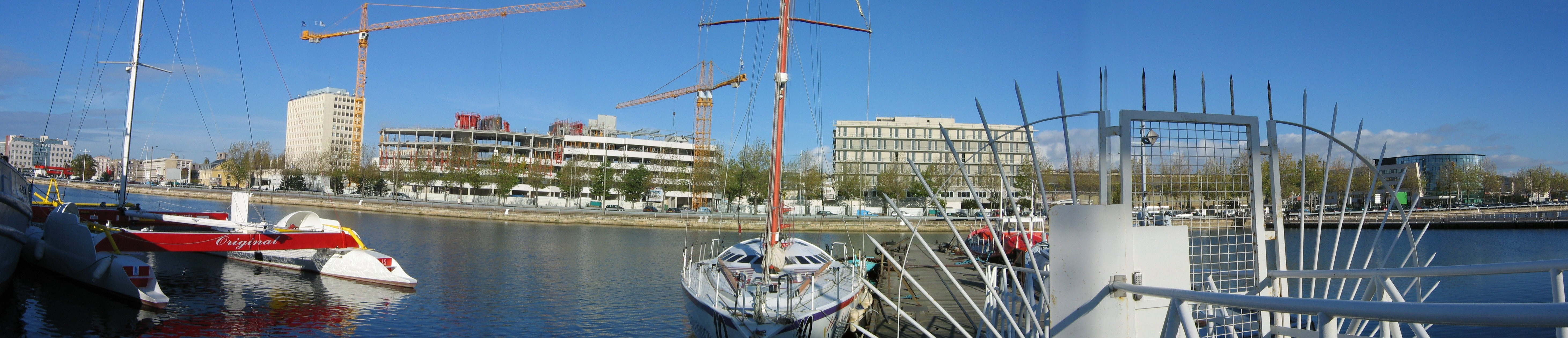
Cảng Le Havre
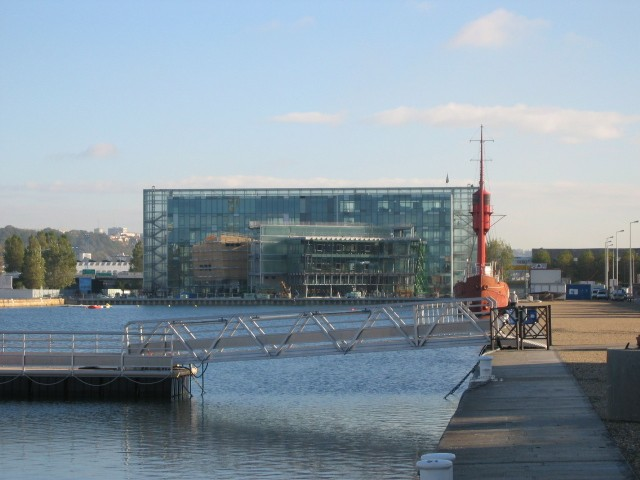
Phòng thương mại và công nghiệp Le Havre